# Lambunao
Lambunao ist eine philippinische Stadtgemeinde in der Provinz Iloilo. Sie hat 73.640 Einwohner (Zensus vom 1. August 2015). Bedeutende Bildungseinrichtungen sind die beiden Campuse der West Visayas State University.

## Baranggays
Lambunao ist politisch in 73 Baranggays unterteilt.
| - Agsirab - Agtuman - Alugmawa - Badiangan - Bagongbong - Balagiao - Banban - Bansag - Bayuco - Binaba-an Armada - Binaba-an Labayno - Binaba-an Limoso - Binaba-an Portigo - Binaba-an Tirador - Bonbon - Bontoc - Buri - Burirao - Buwang - Cabatangan - Cabugao - Cabunlawan - Caguisanan - Caloy-ahan - Caninguan | - Capangyan - Cayan Este - Cayan Oeste - Corot-on - Coto - Cubay - Cunarum - Daanbanwa - Gines - Hipgos - Jayubo - Jorog - Lanot Grande - Lanot Pequeño - Legayada - Lumanay(Daanbanwa I) - Madarag - Magbato - Maite Grande - Maite Pequeño - Malag-it - Manaulan - Maribong - Marong | - Misi - Natividad - Pajo - Pandan - Panuran - Pasig - Patag - Poblacion Ilawod - Poblacion Ilaya - Poong - Pughanan - Pungsod - Quiling - Sagcup - San Gregorio - Sibacungan - Sibaguan - Simsiman - Supoc - Tampucao - Tranghawan - Tubungan - Tuburan - Walang |